# Wiera Alentowa
Wiera Walentinowna Alentowa, ros. Ве́ра Валенти́новна А́ле́нтова (ur. 21 lutego 1942 w Kotłasie w obwodzie archangielskim) – radziecka i rosyjska aktorka teatralna i filmowa. Znana z roli Kateriny Tichomirowej z filmu Moskwa nie wierzy łzom z 1980. W rok później za tę rolę otrzymała Nagrodę Państwową ZSRR. Uhonorowana odznaką Zasłużonej Artystki RFSRR z 1982 roku i odznaką Ludowej Artystki Federacji Rosyjskiej z 1992 roku.

## Wybrana filmografia
- 2000: Zazdrość bogów jako Sonia
- 1995: Szyrli-Myrli jako Carol Abzats i in.
- 1987: Jutro była wojna jako Walendra
- 1984: Czas pragnień jako Swietłana Wasiljewna
- 1980: Moskwa nie wierzy łzom jako Katierina

i inne